# Campionati del mondo di ciclismo su pista 2019 - Omnium femminile
La gara di omnium femminile ai Campionati del mondo di ciclismo su pista 2019 si è svolta il 1º marzo 2019.

## Podio
| Pos.    | Atleta              | Nazionalità |
| ------- | ------------------- | ----------- |
| Oro     | Kirsten Wild        | Paesi Bassi |
| Argento | Letizia Paternoster | Italia      |
| Bronzo  | Jennifer Valente    | Stati Uniti |

## Risultati

### Scratch
Prima di 4 prove
| Posizione | Atleta                | Nazione       | Giri persi | Punti prova |
| --------- | --------------------- | ------------- | ---------- | ----------- |
| 1         | Letizia Paternoster   | Italia        |            | 40          |
| 2         | Annette Edmondson     | Australia     |            | 38          |
| 3         | Jennifer Valente      | Stati Uniti   |            | 36          |
| 4         | Kirsten Wild          | Paesi Bassi   |            | 34          |
| 5         | Shannon McCurley      | Irlanda       |            | 32          |
| 6         | Yumi Kajihara         | Giappone      |            | 30          |
| 7         | Allison Beveridge     | Canada        |            | 28          |
| 8         | Daria Pikulik         | Polonia       |            | 26          |
| 9         | Amalie Dideriksen     | Danimarca     |            | 24          |
| 10        | Maria Martins         | Portogallo    |            | 22          |
| 11        | Katie Archibald       | Gran Bretagna |            | 20          |
| 12        | Laurie Berthon        | Francia       |            | 18          |
| 13        | Rushlee Buchanan      | Nuova Zelanda |            | 16          |
| 14        | Andrea Waldis         | Svizzera      |            | 14          |
| 15        | Lizbeth Salazar       | Messico       |            | 12          |
| 16        | Ina Savenka           | Bielorussia   |            | 10          |
| 17        | Huang Ting-ying       | Taipei cinese |            | 8           |
| 18        | Wang Xiaofei          | Cina          |            | 6           |
| 19        | Aleksandra Goncharova | Russia        |            | 4           |
| 20        | Ana Usabiaga          | Spagna        |            | 2           |
| 21        | Alžbeta Bačíková      | Slovacchia    |            | 1           |
| 22        | Anita Stenberg        | Norvegia      |            | 1           |
| 23        | Lotte Kopecky         | Belgio        |            | 1           |
| 24        | Olivija Baleišytė     | Lituania      |            | 1           |

### Tempo race
Seconda di 4 prove
| Posizione | Atleta                | Nazione       | Punti giro | Punti totali | Punti prova |
| --------- | --------------------- | ------------- | ---------- | ------------ | ----------- |
| 1         | Yumi Kajihara         | Giappone      | 20         | 24           | 40          |
| 2         | Rushlee Buchanan      | Nuova Zelanda | 20         | 21           | 38          |
| 3         | Ina Savenka           | Bielorussia   | 20         | 21           | 36          |
| 4         | Amalie Dideriksen     | Danimarca     | 20         | 20           | 34          |
| 5         | Allison Beveridge     | Canada        |            | 9            | 32          |
| 6         | Kirsten Wild          | Paesi Bassi   |            | 3            | 30          |
| 7         | Letizia Paternoster   | Italia        |            | 2            | 28          |
| 8         | Katie Archibald       | Gran Bretagna |            | 2            | 26          |
| 9         | Daria Pikulik         | Polonia       |            | 1            | 24          |
| 10        | Annette Edmondson     | Australia     |            | 1            | 22          |
| 11        | Anita Stenberg        | Norvegia      |            | 1            | 20          |
| 12        | Shannon McCurley      | Irlanda       |            | 0            | 18          |
| 13        | Jennifer Valente      | Stati Uniti   |            | 0            | 16          |
| 14        | Lizbeth Salazar       | Messico       |            | 0            | 14          |
| 15        | Wang Xiaofei          | Cina          |            | 0            | 12          |
| 16        | Lotte Kopecky         | Belgio        |            | 0            | 10          |
| 17        | Maria Martins         | Portogallo    |            | 0            | 8           |
| 18        | Andrea Waldis         | Svizzera      |            | 0            | 6           |
| 19        | Ana Usabiaga          | Spagna        |            | 0            | 4           |
| 20        | Laurie Berthon        | Francia       |            | 0            | 2           |
| 21        | Olivija Baleišytė     | Lituania      |            | 0            | 1           |
| 22        | Alžbeta Bačíková      | Slovacchia    |            | 0            | 1           |
| 23        | Huang Ting-ying       | Taipei cinese |            | 0            | 1           |
| 24        | Aleksandra Goncharova | Russia        |            | 0            | 1           |

### Gara ad eliminazione
Terza di 4 prove
| Posizione | Atleta                | Nazione       | Punti prova |
| --------- | --------------------- | ------------- | ----------- |
| 1         | Jennifer Valente      | Stati Uniti   | 40          |
| 2         | Kirsten Wild          | Paesi Bassi   | 38          |
| 3         | Letizia Paternoster   | Italia        | 36          |
| 4         | Lizbeth Salazar       | Messico       | 34          |
| 5         | Amalie Dideriksen     | Danimarca     | 32          |
| 6         | Laurie Berthon        | Francia       | 30          |
| 7         | Yumi Kajihara         | Giappone      | 28          |
| 8         | Andrea Waldis         | Svizzera      | 26          |
| 9         | Katie Archibald       | Gran Bretagna | 24          |
| 10        | Anita Stenberg        | Norvegia      | 22          |
| 11        | Alžbeta Bačíková      | Slovacchia    | 20          |
| 12        | Wang Xiaofei          | Cina          | 18          |
| 13        | Maria Martins         | Portogallo    | 16          |
| 14        | Annette Edmondson     | Australia     | 14          |
| 15        | Allison Beveridge     | Canada        | 12          |
| 16        | Daria Pikulik         | Polonia       | 10          |
| 17        | Shannon McCurley      | Irlanda       | 8           |
| 18        | Rushlee Buchanan      | Nuova Zelanda | 6           |
| 19        | Olivija Baleišytė     | Lituania      | 4           |
| 20        | Ana Usabiaga          | Spagna        | 2           |
| 21        | Huang Ting-ying       | Taipei cinese | 1           |
| 22        | Lotte Kopecky         | Belgio        | 1           |
| 23        | Aleksandra Goncharova | Russia        | 1           |
| 24        | Ina Savenka           | Bielorussia   | 1           |

### Gara a punti e classifica finale
Quarta di 4 prove.
In questa gara i ciclisti sommano ai punti guadagnati durante la prova, tutti i punti conquistati in precedenza
| Posizione | Atleta                | Nazione       | Punti giro | Punti sprint | Punti prova | Classifica finale |
| --------- | --------------------- | ------------- | ---------- | ------------ | ----------- | ----------------- |
| 1         | Kirsten Wild          | Paesi Bassi   | 0          | 15           | 15          | 117               |
| 2         | Letizia Paternoster   | Italia        | 0          | 11           | 11          | 115               |
| 3         | Jennifer Valente      | Stati Uniti   | 0          | 14           | 14          | 106               |
| 4         | Yumi Kajihara         | Giappone      | 0          | 8            | 8           | 106               |
| 5         | Annette Edmondson     | Australia     | 20         | 7            | 27          | 101               |
| 6         | Amalie Dideriksen     | Danimarca     | 0          | 10           | 10          | 100               |
| 7         | Katie Archibald       | Gran Bretagna | 0          | 14           | 14          | 84                |
| 8         | Allison Beveridge     | Canada        | 0          | 1            | 1           | 73                |
| 9         | Rushlee Buchanan      | Nuova Zelanda | 0          | 6            | 6           | 66                |
| 10        | Daria Pikulik         | Polonia       | 0          | 3            | 3           | 63                |
| 11        | Lizbeth Salazar       | Messico       | 0          | 0            | 0           | 60                |
| 12        | Shannon McCurley      | Irlanda       | 0          | 0            | 0           | 58                |
| 13        | Laurie Berthon        | Francia       | 0          | 0            | 0           | 50                |
| 14        | Maria Martins         | Portogallo    | 0          | 3            | 3           | 49                |
| 15        | Anita Stenberg        | Norvegia      | 0          | 5            | 5           | 48                |
| 16        | Andrea Waldis         | Svizzera      | 0          | 2            | 2           | 48                |
| 17        | Ina Savenka           | Bielorussia   | 0          | 0            | 0           | 47                |
| 18        | Wang Xiaofei          | Cina          | 0          | 0            | 0           | 36                |
| 19        | Lotte Kopecky         | Belgio        | 0          | 0            | 0           | 12                |
| 20        | Huang Ting-ying       | Taipei cinese | 0          | 0            | 0           | 10                |
| 21        | Ana Usabiaga          | Spagna        | 0          | 0            | 0           | 8                 |
| 22        | Olivija Baleišytė     | Lituania      | 0          | 0            | 0           | 6                 |
| 23        | Aleksandra Goncharova | Russia        | 0          | 0            | 0           | 6                 |
| 24        | Alžbeta Bačíková      | Slovacchia    | −40        | 0            | -40         | −18               |